# Український хіп-хоп

Концерт першого українського хіп-хоп гурту "Вхід У Змінному Взутті"

Український хіп-хоп (українська хіп-хоп музика) — музика в жанрі хіп-хоп, що зазвичай супроводжується репом українською мовою, або автори якої ідентифікують себе як українські виконавці. Вважається, що перший запис у стилі хіп-хоп був зроблений у 1989 році. Перший хіп-хоп гурт — "Вхід У Змінному Взутті", зі слів одного з засновників Олександра Стьоганова, був утворений приблизно у 1987-1988 роках.

## Історія
Історію українського хіп-хопу неофіційно прийнято поділяти на умовні "хвилі розвитку", що позначають роки, коли з'являлося найбільше нових виконавців, або домінуючий стиль хіп-хопу зазнавав змін.

### Кінець 1980-х — початок 1990-х: Ранні роки та "перша хвиля"
Історію проникнення до України хіп-хоп культури не можна вважати лінійною, адже способи її поширення у різних містах сильно залежали від місцезнаходження, етнічного наповнення та інших факторів. Наприклад, на майбутньому Заході України хіп-хоп музика здебільшого поширювалася завдяки фізичним носіям, що напівлегально продавалися на польських ринках. Натомість, у міста на сході та півдні хіп-хоп потрапив скоріше завдяки студентам та іммігрантам з Африки.

#### Захід України
У великі міста Заходу України хіп-хоп культура почала проникати наприкінці 1980-х років, як наслідок періоду Перебудови у СРСР. Завдяки послабленню цензури, на польських ринках почали напівлегально продаватися копії записів західної музики, зокрема і хіп-хоп музики. Таким чином, у великих містах Заходу України, як от Львів та Рівне, з'явилися перші поціновувачі хіп-хоп музики, зациклені програші без слів з якої згодом ставали акомпанементом для перших українських реп-гуртів та виконавців, і вже у 1992 році тільки у Рівному налічувалося щонайменше 12 хіп-хоп гуртів, що брали участь у, можливо, першому тематичному фестивалі, проведеному на базі сучасного Рівненського міського палацу культури.

#### Схід та Південь України

Харківський гурт "Танок на Майдані Конґо", кінець 1990-х

Як стверджує у своїй монографії під назвою "Hip Hop Ukraine: Music, Race, and African Migration" її авторка Адріана Гельбіґ, пострадянські міста з великими базарами, такі як Київ, Харків та Одеса, приваблювали більшу кількість іммігрантів, завдяки чому мали вищий рівень расового різноманіття. Таким чином, у Харків, відомий на той час своїми медичними та юридичними університетами налічував значну кількість африканських студентів, що вирішили залишитися після завершення навчання, а згодом і  робітників, що приїхали після розпаду Радянського союзу у пошуках економічних можливостей у новій державі. Тож, саме завдяки іммігрантам з Африки, що влаштовували тематичні хіп-хоп вечірки та інші заходи, хіп-хоп культура вперше проникнула на Схід та Південь України, і вже у 1989 році у Харкові з'явився гурт "Новые Дома" — прообраз сучасного гурту «Танок на майдані Конґо», а взимку 1994 року на національному телеканалі УТ-3 вийшов перший випуск телепрограми "Rap-обойма" — першої телепередачі про хіп-хоп культуру на пострадянському, яку вели учасники гурту "ТНМК" Олег "Фагот" Михайлюта та Всеволод "Флют" Кущинський.

### Друга половина 1990-х — початок 2000-х: Фестивалі та андеґраунд

Збірник пісень з фестивалю "In Da House For"

У 1995 році у Криму пройшов четвертий фестиваль "Червона рута", та перший, на якому був представлений хіп-хоп гурт "Вхід У Змінному Взутті", чия пісня "Сірко" отримала звання головної пісні фестивалю. Таким чином, українська хіп-хоп музика почала набувати популярності у всій Україні, і вже у 1997 році на "Червоній руті" виступили два гурти, дотичні до хіп-хопу — "Танок на майдані Конґо" та "Тартак". Паралельно, у 1995 у Харкові відбувся перший хіп-хоп концерт, за участі гуртів "S.Y.D." та "Лицом к стене" та пройшов перший локальний хіп-хоп фестиваль "ХарьковРапаСити", що уже на третій рік проведення у 1997 році став міжнародним фестивалем хіп-хоп культури. Також, 3 березня 1996 року у Харкові пройшов перший тематичний фестиваль "In Da House", організований ведучими "Rap-обойми" Олегом Михайлютою та Всеволодом Кущинським. А у 1998 році "Українська Хіп-Хоп Асоціація" (скорочено УХХА) почала видавати записи з піснями, що виконувалися на цих фестивалях. Таким чином, завдяки насиченості тематичними заходами та хіп-хоп гуртами, Харків отримав неофіційне звання хіп-хоп столиці України.

Разом з тим, ближче до кінця 1990-х, українська хіп-хоп музика почала зазнавати стагнації через свою локальність та складнощі монетизації своєї творчості, пов'язані з високим рівнем піратства в Україні. Як описував лідер гурту "Вхід У Змінному Взутті" Олександр Стьоганов:
"Це дуже дивне відчуття, коли ти розкачуєш повний Палац Спорту, а потім повертаєшся додому на метро, в одному вагоні з фанатами"
Попри це, українська андеґраундна хіп-хоп музика активно розвивалась завдяки локальним виконавцям, таким як Шнель Шпрехен з Харкова, Zboi Рефлексов з Ужгорода, гурту "Южный Централ 54" з Донецька та іншим. Також, на початку 2000-х багато російськомовних українських реперів почали орієнтуватися на російський ринок, випускаючи музику на російських лейблах та співпрацюючи з російськими артистами.
Важливим моментом у історії українського хіп-хопу також є випуск у 2005 році пісні «Разом нас багато» гурту Ґринджоли, що стала неофіційним гімном Помаранчевої революції, та досі є найвідомішим зразком українського політичного репу.

### Друга половина 2000-х — перша половина 2010-х: Поп-реп та початок "третьої хвилі"
Українську хіп-хоп індустрію середини 2000-х легко розділити на україномовну та російськомовну за векторами їх розвитку. У той час як українські гурти та виконавці, що виконували музику російською, потрапляли у російські хіт-паради за пісні на межі між попом та хіп-хопом, орієнтовані на російську аудиторію, в україномовній музиці почали з'являтися перші виконавці та гурти, що випускалися українською на українських широкоорієнтованих мейджор-лейблах. Також, розвитку набули незалежні гурти, чиї пісні здебільшого розповсюджувалися безкоштовно у мережі. Таким чином, в період з 2005 по 2009 роки: свою творчу діяльність розпочали гурт «Потап и Настя», що вже у 2008 році отримав російську премію "Золотий Грамофон" за пісню "Почему", гурт Бумбокс випустив дебютний альбом "Меломанія" та другу платівку "Family Бізнес", що згодом набула статус золотої в Україні (більше за 100 тис. проданих копій), гурт "На Відміну Від" виклав у безкоштовний доступ свій дебютний альбом "Я боюся Чебурашку", що був завантажений 40 тис. разів за перший місяць після випуску, а виконавець VovaZIL'Vova випустив свій дебютний альбом "Вино, кобіти, патіфон". Також, у 2009 був проведений перший Кубок ПідБіт — український інтернет-турнір з батл-репу, що проіснував до 2020 року.

Репер ЯрмаК, 2011 рік

У першій половині 2010 років все більше нових українських хіп-хоп гуртів та виконавців, не залежно від мови виконання, почали розповсюджувати свою творчість у інтернеті, що як наслідок, спричинило хвилю розвитку незалежного українського хіп-хопу. Свою діяльність почали російськомовні репери Yarmak, Артем Лоїк, Гіга, що попри дистрибуцію своєї творчості через інтернет зуміли набути популярності у російському та українському інфопросторах. Також, у першій половині 2010-х почав набувати популярність український альтернативний хіп-хоп, разом з заснуванням гуртів "Глава-94", «Ціна Ритму», PVNCH та інших.

### Друга половина 2010-х — 2022 рік: Новий незалежний хіп-хоп та російські лейбли

Репер Паліндром, 2020 рік

Паралельно зі збільшенням уваги до хіп-хопу в світі, в другій половині 2010-х збільшується запит на український реп, однак через свою нішевість україномовна хіп-хоп музика все ще програвала у популярності російськомовній, через що багато українських виконавців навіть після анексії Криму та частини Донецької та Луганської областей продовжили виступати на території Російської Федерації, та випускати музику, орієнтовану на російський ринок, що саме переживав хвилю популярності нових російських реперів. Наприклад, таким чином, з 2017 по 2022 рік на найбільшому російському хіп-хоп лейблі Gazgolder вийшли 3 альбоми Кирила "T-Fest" Незборецького, що сам родом з Чернівців. Разом з тим, деякі російськомовні українські виконавці, як от Yarmak, почали давати соціальний коментар у своїх піснях на тлі Революції Гідності та російського вторгнення в Україну.
Разом з тим, в другій половині 2010-х, україномовний реп також увійшов у фазу свого підйому. Попри те, що на початках україномовний реп програвав конкуренцію російськомовному, все більше виконавців намагалися протиставити свою творчість російській. З'явилась низка українських лейблів, спеціалізованих саме на хіп-хоп музиці (ЕНКО, Bitanga Blood, Black Beats тощо), чиї проєкти, як от Alyona alyona, KALUSH, Skofka, стали успішними в Україні. Також, остаточно зайняли свою нішу виконавці експериментального та альтернативного хіп-хопу, як от Курган і Agregat, Паліндром, Довгий Пес та інші.

### 2022 рік — наш час: Байрактар-реп та інші
З початком повномасштабного вторгнення РФ до України, більшість російськомовних українських артистів, як от T-Fest, Yarmak або Артем Лоїк, почали випускати пісні українською та розірвали контракти з російськими лейблами, якщо такі були. Також, у період з лютого по травень 2022 року різкої популярності набув реп на тему війни, на тлі загального стрибка популярності такої музики. У травні 2022 року український хіп-хоп гурт KALUSH Orchestra здобув перемогу у пісенному конкурсі "Євробачення 2022".